# Viktor von Kraus (General)
Viktor Freiherr von Kraus (* 22. Juni 1844 in Pardubitz, Böhmen; † 27. August 1923 in Wien) war ein Feldmarschalleutnant und österreichischer General der Kavallerie.

## Leben und Wirken
Victor Aegid wurde als Sohn des Postmeisters und Ritter des Franz Josef Ordens Josef Edler von Kraus (1810–1892) und der Juliana Pinka in Pardubitz geboren. 
Viktor von Kraus absolvierte die Kadettenschule in Fiume und die Wiener Neustädter Militärakademie. 1863 wurde er als Leutnant bei den Braunschweig-Kürassieren ausgemustert. Als Oberleutnant kämpfte er 1866 gegen Preußen. Nach Absolvierung der Kriegsschule wurde er 1870 dem Generalstab zugeteilt und hat bei der Kavalleriebrigade Bulz in Prag in Verwendung gestanden. Nach längerer Dienstleistung bei den Savoyen Dragonern erhielt er 1887 das Regimentskommando und 1894 als Oberst das Kommando der 13. Kavalleriebrigade in Stanislaus, Galizien.
1899 wurde er als Kommandant zur 14. Infanterietruppendivision nach Preßburg übersetzt und dann dem 5. Korpskommando zugeteilt. Im März 1904 trat er in den Ruhestand.
Am 27. August 1923 erlag Viktor Kraus nach einem Zusammenstoß mit einem Automobil seinen Verletzungen im Alservorstadtkrankenhaus, 8. Bezirk, in Wien. Er wurde in Pardubitz in der Familiengruft der Familie beigesetzt, hier ruht  auch sein Onkel Feldmarschalleutnant Alfred Freiherr von Kraus.

## Privates
Kraus ehelichte am 6. September 1871 in Prag die aus Prag stammende Anna Antonia Hanel (* 1852).  Das Ehepaar hatte drei Kinder. 